# Робер де Жуії
Робер де Жуії (фр. Robert de Juilly; д/н — 10 серпня 1376) — 30-й великий магістр ордену госпітальєрів у 1374—1376 роках. В зміненому вигляді його прізвище відоме як де Жюльяк.

## Життєпис
Походив з шляхетського роду Жуії з Іль-де-Франса, молодшої гілки роду Сен-Дені, що походив з клану Монморансі. Син Вільгельма де Жуії та Марії де Фресне. Народився в родинному замку Жуії. Замолоду став братчиком ордену госпітальєрів. Початок діяльності пов'язано з герцогством Бургундія.
Перша письмова згадка відноситься до 1352 року, коли Робера призначили командором Серизера і Кулура (Північна Бургундія). 1355 року стає командором Сент-Вобуру. 1358 року призначено командором Фландрії.
1362 року призначено великим пріором Франції. 1363 року провів провінційний капітул братчиків «мови» (провінція) Франція. З 1364 року стає радником французького короля Карла V.
1370 року призначається генеральним помічником у місті, вікаріаті та діоцезі Париж. 1374 року обирається новим великим магістром ордену госпітальєрів, при цьому особисто не був присутній на Генеральному капітулі в Авіньйоні. У січні 1375 року вирушив на о. Родос.
Не виявив військового хисту й наснаги у протистоянні з мусульманськими володарями. Так, 1375 року не наважився надати якусь допомогу Левону VI, королю Кілікії, якого було атаковано військами Мамлюцького султанату. Втім 1376 року відгукнувся на заклик Луїса Фадріке Арагонського, генерального вікарія афінського герцогства, щодо захисту від нападу османів. Госпітальєри стали готуватися до нового хрестового походу, який зірвався через нову війну Генуї і Венеції.
Помер Робер де Жуії в серпні 1376 року. Новим великим магістром було обрано Хуана Фернандеса де Ередіа.